# Distretto di Boquete
Il distretto di Boquete è un distretto di Panama nella provincia di Chiriquí con 21.370 abitanti al censimento 2010

## Geografia antropica

### Suddivisioni amministrative
Il distretto è suddiviso in sei comuni (corregimientos):
- Alto Boquete
- Bajo Boquete
- Caldera
- Jaramillo
- Los Naranjos
- Palmira